# Толоконникова, Надежда Андреевна
Наде́жда Андре́евна Толоко́нникова (род. 7 ноября 1989, Норильск, СССР) — российская участница феминистской панк-группы Pussy Riot, основательница (вместе с Марией Алёхиной) интернет-издания «Медиазона» и организации по защите прав заключённых «Зона Права», бывшая участница арт-группы «Война».
Получила всемирную известность в связи с уголовным преследованием за акцию «Панк-молебен „Богородица, Путина прогони!“», состоявшуюся 21 февраля 2012 года в храме Христа Спасителя. За участие в этой акции была 3 марта арестована и 17 августа 2012 года приговорена Хамовническим судом к лишению свободы на срок 2 года по статье «Хулиганство». 
Была освобождена 23 декабря 2013 года на два месяца раньше по амнистии.
Находясь в заключении, занялась защитой прав заключённых; освободившись, Толоконникова вместе с Марией Алёхиной заявили о создании организации по защите прав российских заключённых «Зона права».
В настоящее время она живёт за пределами России, однако не раскрывает своего места жительства по соображениям безопасности.

## Биография

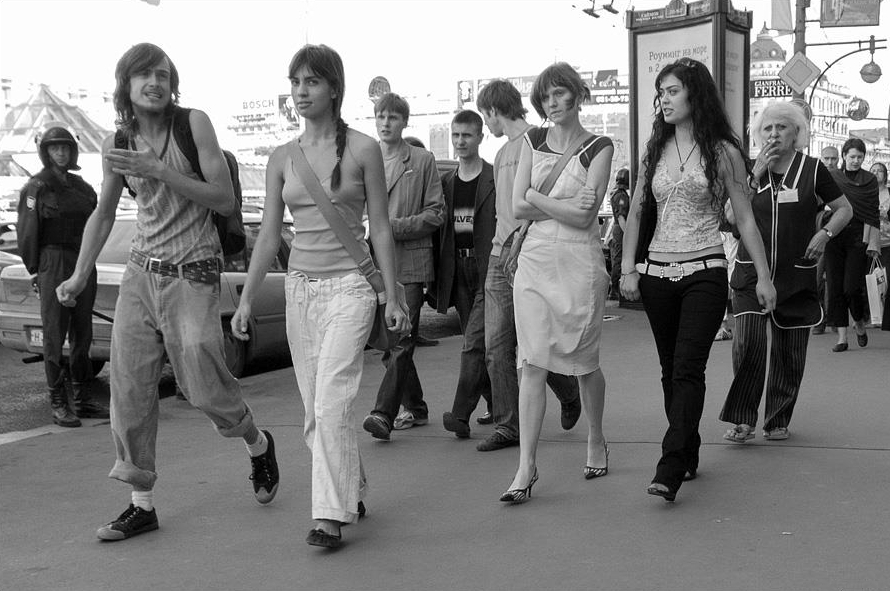
Пётр Верзилов и Надежда Толоконникова на Марше несогласных 11 июня 2007 года в Москве

Надежда Толоконникова родилась 7 ноября 1989 года в Норильске. Окончила общеобразовательную школу с золотой медалью и музыкальную школу по классу фортепиано. В старших классах принимала участие в культурных мероприятиях, которые организовывало в городе издательство «Новое литературное обозрение» Ирины Прохоровой.
В 2006 году переехала в Москву, поступила на философский факультет МГУ на бюджетное отделение.
Толоконникова — бывшая участница арт-группы «Война» — леворадикального акционистского движения, после разногласий внутри которой в 2009 году стала членом «московской фракции „Войны“» (как и её бывший супруг Пётр Верзилов). Принимала участие во многих акциях «Войны», включая перформанс в Государственном биологическом музее им. К. А. Тимирязева (2008) и «Тараканий суд» (2010).
С марта 2011 года — участница феминистской панк-группы Pussy Riot.
30 декабря 2021 года Министерство юстиции Российской Федерации внесло Надежду Толоконникову в реестр СМИ — «иностранных агентов».
В марте 2023 года стало известно, что в отношении Толоконниковой возбуждено уголовное дело по статье об «оскорблении чувств верующих» и она объявлена в розыск В ноябре 2023 года суд принял заочное решение об её аресте.

### Личная жизнь
- С 2008 по 2016 год[11] была замужем за Петром Верзиловым, бывшим активистом группы «Война»[19].
  - Дочь — Гера Верзилова (род. 4 марта 2008)[20][21].

В 2018 году сказала, что считает себя пансексуалкой.
В январе 2024 года в Лос-Анжелесе вышла замуж за гражданина США Джона Кадвела.

## Протестная деятельность
Летом 2010 года Толоконникова принимала участие в акциях по защите Химкинского леса.
28 мая 2011 года, в день, когда в РФ отмечается День пограничника, Екатерина Самуцевич и Надежда Толоконникова участвовали в несанкционированном московской мэрией гей-прайде в защиту гражданских прав представителей ЛГБТ-сообщества около Александровского сада и на Тверской площади около мэрии Москвы.
Толоконникова участвовала в работе гражданского форума «Антиселигер» в Химкинском лесу с 17 по 20 июня 2011 года.
10 декабря 2011 года Толоконникова выступала со сцены митинга на Болотной площади как представитель феминистского и ЛГБТ-сообщества. Активистка призвала «каждого стать политическим лидером и думать самостоятельно».
В качестве своего морального ориентира Надежда назвала писателя и диссидента Владимира Буковского, с биографией которого она познакомилась в колонии. В интервью изданию The New York Times Толоконникова и Алёхина сообщили, что в будущем намерены баллотироваться на политические должности в России.
В День России, 12 июня 2015 года, предприняла попытку сшить флаг России на Болотной площади в Москве, одевшись в форму заключённой, после чего была задержана полицией.
В феврале 2016 года вышел клип Pussy Riot «Chaika», где Толоконникова предстала в образе прокурора. 14 марта 2016 года Надежда Толоконникова представила свою книгу «Руководство по революции» на международном литературном фестивале lit.Cologne в Кёльне.
30 января 2019 года выразила солидарность с похитителями картины Куинджи «Ай-Петри. Крым» из Третьяковской галереи, признавшись, что в прошлом она сама совершила аналогичное преступление, украв некое полотно из Третьяковской галереи на Крымском Валу. По словам Толоконниковой, акция была осуществлена совместно с членами арт-группы «Война».

## Перформанс «Богородице Дево, Путина прогони!»

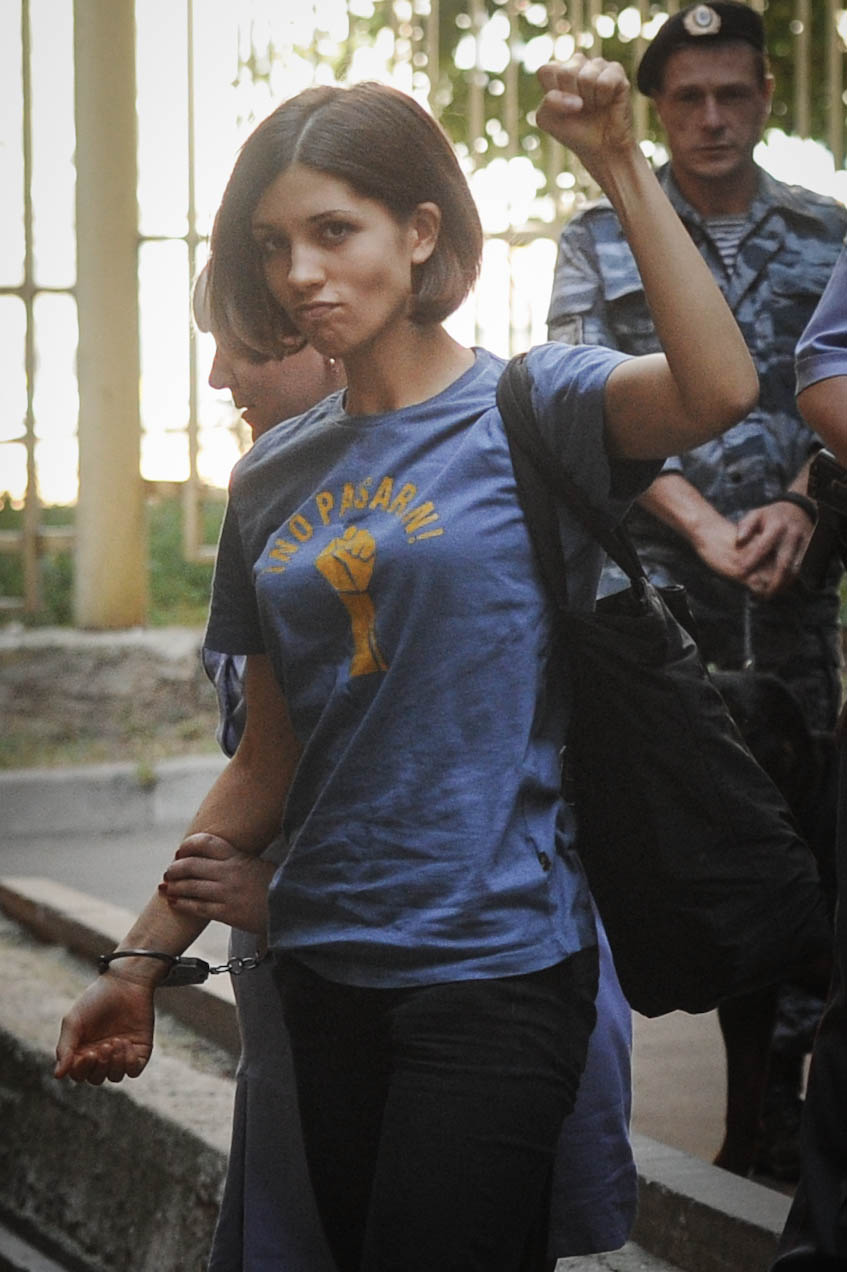
Толоконникова направляется на судебное заседание, 8 августа 2012 года

21 февраля 2012 вместе с четырьмя другими участницами Pussy Riot исполнила в храме Христа Спасителя акцию, которую группа назвала «панк-молебен» — «Богородице Дево, Путина прогони!». Акция была записана на видео, распространение которого в Интернете повлекло возбуждение уголовного дела. 3 марта была арестована по обвинению в хулиганстве по мотивам религиозной ненависти, совершённом группой лиц по предварительному сговору. Также были задержаны ещё двое участниц Pussy Riot — Мария Алёхина и Екатерина Самуцевич.
17 августа 2012 года суд признал Толоконникову виновной «в грубом нарушении общественного порядка, выражающем явное неуважение к обществу, совершённом по мотивам религиозной ненависти и вражды» и приговорил к двум годам лишения свободы колонии общего режима. Толоконникова своей вины не признала ни на суде, ни в дальнейшем, — заявив, что акция в храме носила прорелигиозный, а не антирелигиозный характер.

Выдержки из текстов песен Pussy Riot обвинение приводить стесняется, поскольку они являются живейшим доказательством отсутствия мотива. Мне очень нравится, я приведу эту выдержку, мне кажется, она очень важна. Интервью из «Русского репортёра», данное нами после концерта в храме Христа: «Мы уважительно относимся к религии, православной в частности. Именно поэтому нас возмущает, что великую светлую христианскую философию так грязно используют. Нас несёт от того, что самое прекрасное сейчас ставят раком». Нас несёт до сих пор от этого. И нам реально больно на всё это смотреть.

Отсутствие каких-либо проявлений с нашей стороны ненависти и вражды показывают ВСЕ допрошенные свидетели защиты, даже в показаниях по нашим личностям. Кроме того, помимо всех прочих характеристик, прошу учесть результаты психолого-психиатрической экспертизы, проведённой со мной по заказу следствия в СИЗО. Эксперты показали следующее: ценности, которых я придерживаюсь в жизни, это — «справедливость, взаимное уважение, гуманность, равенство и свобода». Это говорил эксперт. Это был человек, который меня не знает. И, вероятно, следователь очень бы хотел, чтобы эксперт написал что-то другое. Но, по всей видимости, людей, которые любят и ценят правду, все-таки больше. И Библия права.— Из заключительной речи Толоконниковой в суде
23 сентября 2013 года Толоконникова объявила голодовку и через мужа передала в «Интерфакс» открытое письмо, в котором рассказала о невыносимых условиях труда и жизни в исправительной колонии № 14 в посёлке Парца (Мордовия), об угрозах со стороны заместителя начальника колонии подполковника Юрия Куприянова, о том, что её бригада работает по 16—17 часов в день почти без выходных, женщин избивают, унижают морально и физически, подвергают пытке холодом, кормят некачественной пищей, лишают базовых гигиенических нужд. Проведённые впоследствии официальные проверки подтвердили эту информацию. В 2018 году Федеральная служба исполнения наказаний признала факт использования рабского труда женщин-заключенных в мордовской колонии, где отбывала наказание Толоконникова (в частности то, что осужденные работали с семи утра до часу ночи для выполнения «левых» заказов), и передала материалы для возбуждения уголовного дела в Следственный комитет Российской Федерации.
1 октября 2013 года управление ФСИН по Мордовии сообщило, что Толоконникова прекратила голодовку, продлившуюся девять дней, после обещания перевести её в другую колонию. 18 октября муж Толоконниковой сообщил o возобновлении ею ранее прекращённой голодовки в связи с переводом Надежды обратно в мордовскую исправительную колонию (ИК-14) из тюремной больницы (ЛПУ-21). 21 октября сотрудник пресс-службы управления ФСИН по Мордовии сообщил, что осуждённую переводят в другую колонию. В середине ноября Толоконникова была направлена в больницу управления ФСИН по Красноярскому краю в связи с осложнением состояния здоровья после голодовки, где она и находилась до окончания срока заключения.
Надежда Толоконникова была освобождена 23 декабря 2013 года по амнистии, принятой Госдумой к 20-летию российской Конституции, как осуждённая по статье «Хулиганство». Одновременно с ней была освобождена и Мария Алёхина.
После освобождения Толоконникова и Алёхина заявили, что намерены заняться защитой прав российских заключённых.
«Я должна оказать эту помощь. Я буду прилагать все усилия, чтобы помогать заключённым. Теперь я связана с уголовно-исправительной системой кровными узами, и я не отступлюсь. Я постараюсь сделать, чтобы она стала чуточку лучше»
 — пояснила Толоконникова.

## Признание
- Международная правозащитная организация Amnesty International признала троих участниц группы Pussy Riot узницами совести[48][49].
- В 2012 году журнал Foreign Policy включил Толоконникову вместе с Екатериной Самуцевич и Марией Алёхиной в число 100 ведущих интеллектуалов мира[50].
- В декабре 2012 года французская газета Le Figaro назвала Толоконникову «женщиной года». Находящуюся в мордовской колонии Надежду журналисты сочли лицом панк-коллектива, привлёкшего внимание мира к проблеме ущемления свободы слова в России. В рейтинге из двадцати персон Толоконникова опередила занявшую второе место Мишель Обаму, третье место заняла Мэрил Стрип[51].
- В августе 2012 года арт-критик Ирина Кулик выдвинула участниц Pussy Riot Марию Алёхину, Надежду Толоконникову и Екатерину Самуцевич на премию Кандинского в номинации «Проект года» за акцию в храме Христа Спасителя[52][53]. В лонг-лист премии, куда по итогам голосования экспертов вошла 21 работа, акция Pussy Riot не попала, набрав малое число баллов[54].
- В 2012 году по результатам голосования на американском веб-портале AskMen.com Надежда заняла 85 место в списке «99 самых желанных женщин», став в нём единственной россиянкой, также редакция назвала Толоконникову «самой сексуальной российской заключённой». В том же году в русской версии журнала MAXIM Толоконникова заняла 18 место в списке 100 самых сексуальных женщин России[55]. В 2012 году девушке также предлагали появиться на обложке журнала Playboy на Украине[56][57]. В январе 2014 года фотография Толоконниковой была помещена на обложку газеты «The Times»[58].
- В марте 2013 года заняла 72 место в списке «100 самых влиятельных женщин России», ежегодно составляемый радиостанцией Эхо Москвы[59].

## В культуре
- Сыграла саму себя (камео) в 3-й серии 3-го сезона американского политико-драматического сериала «Карточный домик»[60]. По сюжету, Толоконникова, Алёхина и Верзилов во время официального ужина в Вашингтоне, устроенного по случаю визита российского президента в США, выступают с критикой в его адрес.